# Lengua romance africana
El romance africano o afrorromance es una lengua romance extinta o una variedad de protorromance que se habló en la provincia romana de África y tal vez otras provincias cercanas, durante el período romano y los primeros tiempos del Imperio bizantino hasta la anexión por el    califato Omeya en el 696.
Se conoce muy poco sobre esta lengua, ya los textos romanos procedentes de África y las inscripciones oficiales estaban escritas exclusivamente en latín clásico, aunque existen evidencias indirectas de que un romance africano que había evolucionado a partir del latín vulgar coloquial hablado en la región, posteriormente este romance habría sido abandonado en favor del árabe tras la expansión musulmana por el norte de África.

## Historia

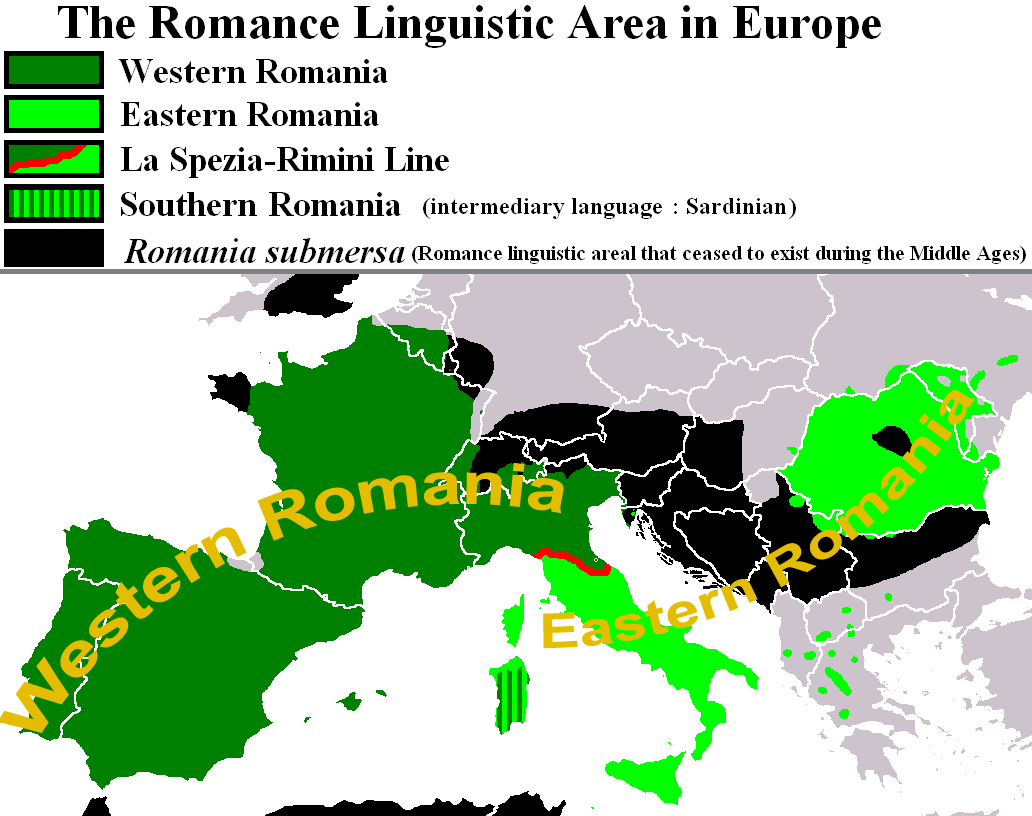
Mapa de las primeras lenguas romances, en negro en la costa del Magreb se habría extendido un conjunto de hablas neolatinas conocidas como romance africano.

### Púnicos y romanos
La provincia romana de África fue organizada en el 146 a. C. tras la conquista de Cartago durante la III guerra púnica. La ciudad de Cartago fue arrasada después de la guerra y fue reconstruida bajo la dictadura de Julio César como una colonia romana. En tiempos del Imperio romano, la provincia llegó a ser próspera y a estar muy poblada, llegando a ser la segunda ciudad más grande del imperio con población latina. El latín, sin embargo, se usaba predominantemente en los asentamientos urbanos de la costa, mientras que el púnico-cartaginés se continuó usando en el interior y las regiones rurales hasta al mediados del siglo V d. C. Es probable que en ciertas áreas existiera un contacto lingüístico entre las lenguas bereberes y el latín vernáculo.

### Vándalos y bizantinos
A finales del período imperial, África fue ocupada por los vándalos, tribu germánica que gobernó la región cerca de un siglo, entre el 429 d. C. y el 534 d. C., cuando la provincia fue reconquistada por el emperador bizantino Justiniano I. Los cambios que debió sufrir el latín hablado en la región son mal conocidos, el latín literario sin embargo, fue mantenido como estándar, como se aprecia en la poesía del escritor Corippus.

### Invasión arábiga
El destino final del romance africano tras la conquista arábiga del 696 d. C. es difícil de determinar, ya que se presume que este fue rápidamente desplazado por el árabe como lengua administrativa. Posiblemente se siguió usando durante algún tiempo, por parte de la población de la misma manera que el  romance andalusí siguió siendo usado en al-Ándalus, por los cristianos de la región. El tiempo transcurrido desde los primeros asentamientos romanos hacen presuponer que el romance africano tenía características propias, como las que se habían desarrollado en otras regiones. Es posible que en tiempos de la conquista arábiga, el latín ya hubiera empezado a ser desplazado por variedades bereberes o incluso, en menor medida por el idioma vándalo entre algunos miembros de la élite.
En cualquier caso, la evidencia muestra que existió una comunidad de bereberes latinizados en diferentes lugares de África noroccidental, que hablaban alguna forma de latín y practicaban el cristianismo al menos hasta el año 1000.

...it is from this end of the tenth century that we hear that Christians are abandoning even the local form of Latin, and as in the Middle East, are using Arabic to communicate.

Que traducido sería...:

...es desde el fin del siglo X, que los cristianos están abandonando la forma local del latín, como en Oriente Próximo, están usando árabe para comunicarse.

De hecho, los normandos de Sicilia al conquistar el reino de África en el siglo XII recibieron la ayuda de poblaciones cristianas supervivientes en Túnez y algunos historiadores como Vermondo Brugnatelli argumentan que esos cristianos todavía hablaban una lengua romance (de manera similar a como los mozárabes cristianos de la España arábiga habían mantenido su variedad romance hasta esa época). El romance africano pudo haber seguido siendo usado al menos hasta la llegada de los árabes de Banu Hilal e incluso hasta inicios del siglo XIV, de acuerdo con Merrills y otros autores.

Christian communities, generally labelled Afariqa or Ajam in the Arab sources, are speaking a latin dialect ("al-li-san al-latini al-Afariq" as is termed by al-Idrisi). They are known to have survived until the fourteenth century. Alan Rushworth

Que traducido sería...:

Las comunidades cristianas, generalmente llamadas Afariqa o Ajam en las fuentes arábigas, están hablando un dialecto latino ("al-li-san al-latini al-Afariq" es el término de al-Idrisi). Se sabe que sobrevivieron hasta el siglo XIV. Alan Rushworth

Aún en el siglo XII el geógrafo magrebí Muhammad al-Idrisi al describir Gafsa en el sur de Túnez, señaló que "sus habitantes están bereberizados, y la mayor parte habla la lengua latina africana (al-latini al-afriqi)."

## Lenguas relacionadas

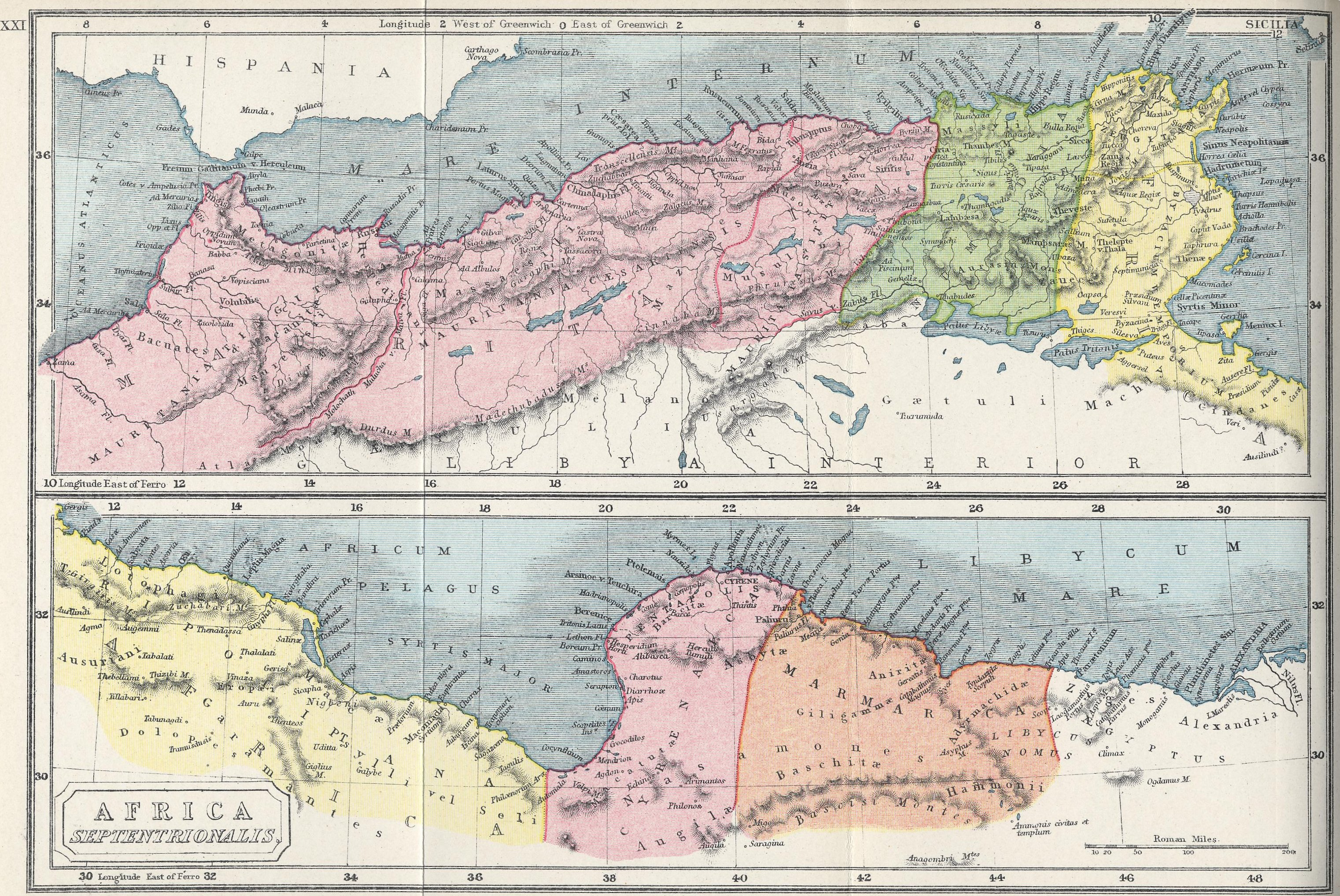
África septentrional en la era romana

Muhammad al-Idrisi proporciona una información importante al escribir sobre Cerdeña en su libro Recreación del deseante en su relato de ciudades, regiones, países, islas, pueblos y tierras lejas, donde dice que

Los sardos son étnicamente Rûm 'Afàriqah (romanos de África), viven como los bereberes, ignoran las otras naciones de Rûm; este pueblo es bravo y valiente, y nunca abandona las armas

Agustín de Hipona también afirma que 

los oídos africanos no hacen distinción entre vocales breves y vocales largas.

Y esto concuerda con la evolución de las vocales latinas en el idioma sardo donde mantiene los timbres de todas las vocales y sencillamente deja un lado la cantidad, además de monoptongar todos los diptongos latinos. Además hay testimonios anteriores similares sobre el habla de algunos romanos de origen africano, que afirman que no distinguían las vocales largas de las breves.

## Características
No se tiene mucho testimonio del romance africano, pero sus características lingüísticas permite establecer una relación lingüística con el sardo, por lo que podría ser clasificado como lengua romance insular como este. De hecho, algunos lingüistas, como el filólogo Heinrich Lausberg, propusieron clasificar al sardo como el único representante vivo de las lenguas romances insulares, que una vez también comprendía al romance africano, así como el antiguo corso hablado antes de la toscanización de la isla. Algunas características lingüísticas que se han encontrado del romance africano:
- La falta de palatalización ante -ce, -ci, -ge, -gi, como el sardo y en algunos casos el dálmata. (Ej; CICER > ikiker, AGER > igher).
- Sonorización o pérdida de las oclusivas sordas intervocálicas como el sardo y una característica de las lenguas romances occidentales. (Ej; PECCATUM > abekadu, FRATER > frader, CASTRUM > gasru).
- Uso del plural -s como en el sardo y una característica de las lenguas romances occidentales. (Ej; "birtus" > virtudes, "boluntas" > voluntades).
- Sonorización de las oclusivas sordas iniciales, igual que en sardo cuando le precede un artículo. (Ej; PUSILLUS > busil, CASTRUM > gasru).
- Betacismo de -v, un rasgo compartido con el sardo y las lenguas iberorromances. (Ej; VIRTUS > birtu, VOLUNTATE > bolunta).
- Degeminación, igual que el sardo y las lenguas romances occidentales (Ej; PECCATUM > abekadu, VACCA > baka).
- También compartía con el sardo un vocalismo cerrado que no distingue las vocales latinas breves de las largas. En ese aspecto de los timbres se considera que el sardo es la lengua romance actual más conservadora ya que el resto de lenguas romances alteraron sus timbres de acuerdo a la cantidad vocálica, y sólo el sardo retuvo en todos los casos el timbre original.

| Latín clásico   | Latín clásico   | Ī  | Ĭ  | Ē  | Œ  | Ĕ  | Æ  | Ā  | Ă  | Ŏ  | AU | Ō  | Ŭ  | Ū  |
| --------------- | --------------- | -- | -- | -- | -- | -- | -- | -- | -- | -- | -- | -- | -- | -- |
| Romance insular | Romance insular | *i | *i | *e | *e | *e | *e | *a | *a | *o | *o | *o | *u | *u |

Esto proporciona una visión para las lenguas romances occidentales cuyo territorio también se extendería hacia África del Norte.
Además, el lingüista italiano Vermondo Brugnatelli ha identificado algunas palabras bereberes, relacionadas, con asuntos religiosos principalmente, como préstamos del latín. Por ejemplo en  ghadamés se dice äng'alus 'entidad espiritual', obviamente un préstamo del latín angelus  'ángel'. En tamazight se dice ta-ṛumi-t 'mujer europea' (claramente la raíz rum- deriva del latín rōmāna)